# مقاطعة بون (ميزوري)
مقاطعة بوون (بالإنجليزية: Boone County)، هي إحدى المقاطعات في ولاية ميزوري في الولايات المتحدة الأمريكية. تتموضع في قلب منطقة وسط ميزوري. مركز المقاطعة الإداري هو مدينة كولومبيا، وهي رابع أكبر مدينة في الولاية، وتضم جامعة ميزوري. وفقًا لتعداد الولايات المتحدة لعام 2020، بلغ عدد سكان المقاطعة 183,610 نسمة، ما يجعلها ثامن أكثر مقاطعات ميزوري سكانًا (أو ما يعادلها من التقسيمات الإدارية).
تأسست مقاطعة بوون في 16 نوفمبر 1820، بعد أن فُصلت عن مقاطعة هاورد الأكبر حجمًا آنذاك (والتي تقع حاليًا في الشمال الغربي منها)، وذلك خلال فترة إقليم ميزوري الفيدرالي (1812–1821). وقد سُمّيت تكريمًا للمستكشف والمستوطن الأمريكي الشهير في ولاية كنتاكي دانيال بوون (1734–1820)، الذي توفي آنذاك، وكان أقاربه قد استقروا بأعداد كبيرة في منطقة بوونزليك خلال عقد 1810.
تشكّل مقاطعة بوون النواة الحضرية لما يُعرف بـمنطقة كولومبيا الحضرية، وتُعد مدينتا أشلاند وسنتريليا ثاني وثالث أكبر مدن المقاطعة من حيث عدد السكان.

## أعلام
- توم باس